# Werther’s Original

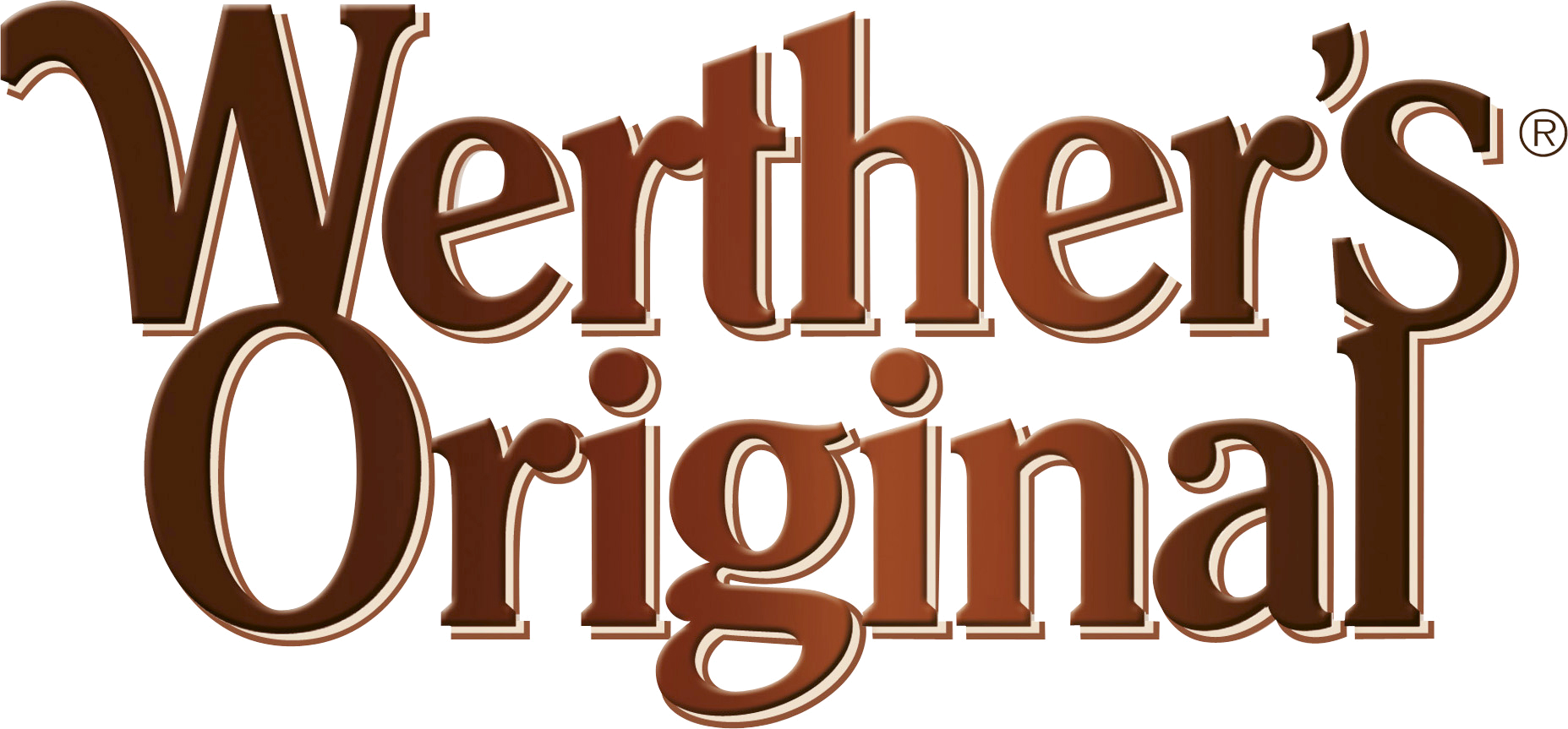
Logo von Werther’s Original

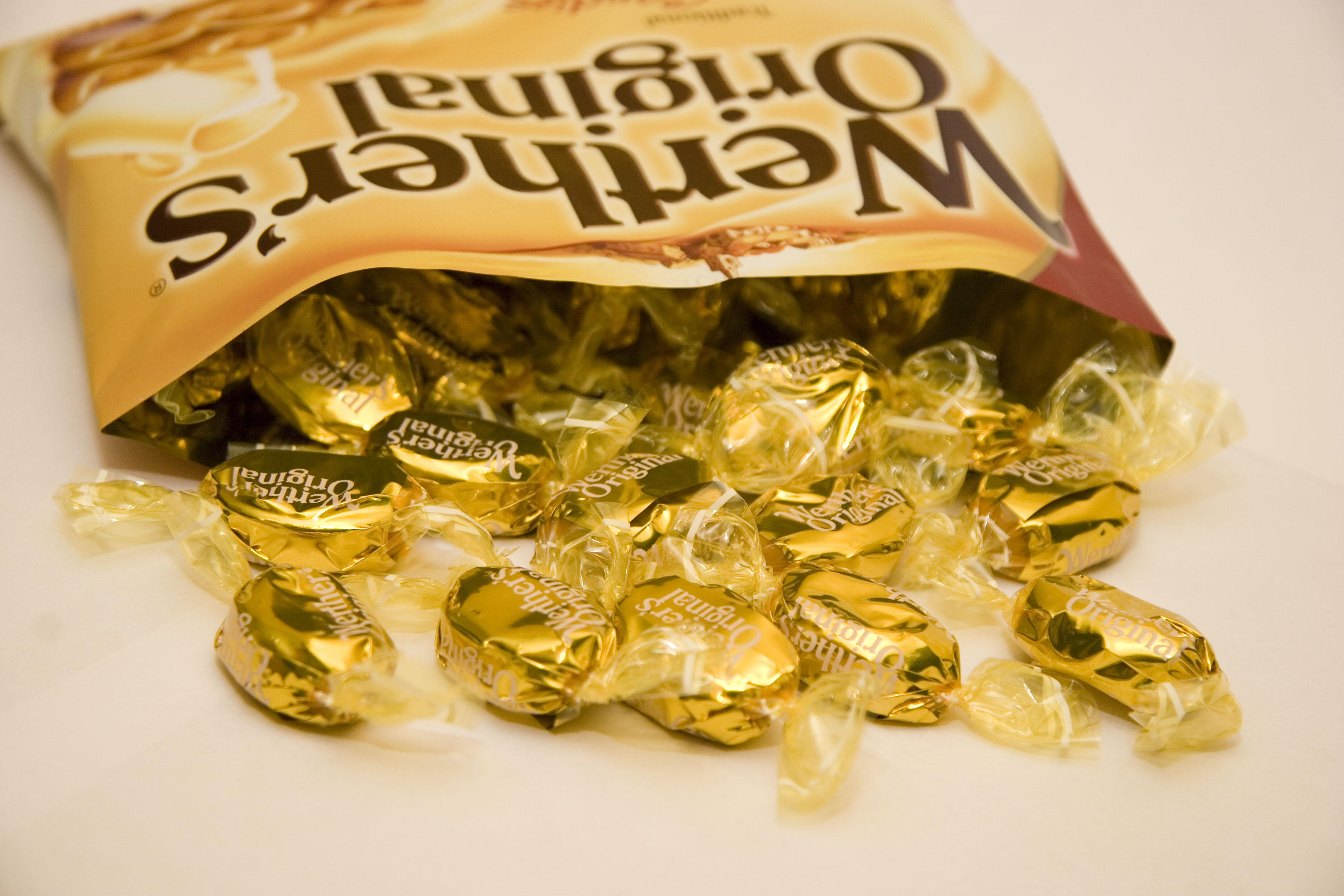
Eine geöffnete Packung Werther’s Original

Werther’s Original (ehemals Werthers Echte) ist eine Marke für Karamellbonbons. Der Name bezieht sich auf die Kleinstadt Werther, in der August Storck genannt Oberwelland als Besitzer des Oberwellandhofs im Jahr 1903 die Werther'sche Zuckerwarenfabrik gründete, und in der Zuckerbäcker Gustav Nebel das Bonbon sechs Jahre später erfunden haben soll. Nach Angaben des Herstellers ist Werther’s Original heute in über 80 Ländern erhältlich und Storcks weltweit erfolgreichste Marke.

## Erfindung
Storck zufolge sind Werther’s Original eine Erfindung des Zuckerbäckers Gustav Nebel. Auf der Verpackung des Bonbons heißt es:

„Es geschah im Städtchen Werther anno 1909. Dort schuf der Zuckerbäcker Gustav Nebel auf der Höhe seines Könnens sein bestes Bonbon. Er nahm frische Sahne, gute Butter, weißen Kristallzucker, goldgelben Kandis, eine Prise Salz und viel Zeit. Und weil am Ende die Sahnebonbons besonders gut gelungen waren, nannte man sie Werther’s Original. Sie schmecken heute noch so köstlich wie von Meister Nebels Backblech genascht.“

Nebel war, wie ältere Einwohner Werthers bestätigen, einer der ersten Mitarbeiter der Werther’schen Zuckerwarenfabrik.

## Entstehung der Marke Werther’s Original
Karamellbonbons gehörten von Anfang an zu den Produkten der Werther’schen Zuckerwarenfabrik. Markennamen waren zu jener Zeit noch unüblich; die Verbraucher nannten die meist unbeschrifteten Produkte nach dem Hersteller oder Herstellungsort. Es wird vermutet, dass die Bonbons der Zuckerwarenfabrik damals schlicht als „Bonbons aus Werther“ oder „die Werther’schen Bonbons“ bekannt waren. Storcks erstes Markenbonbon, und nach Firmenangaben das erste Markenbonbon in Deutschland überhaupt, waren die 1934 eingeführten „1 Pfennig RIESEN“.
Im Jahr 1969 führte Storck die Marke „Werthers Echte“ ein. Sie war eine von mehreren bis heute bekannten Marken, die die Firma zu jener Zeit auf den Markt brachte. Innerhalb von elf Jahren entstanden nimm2 (1962), merci (1965), Campino (1966) und Toffifee (1973). Seit 1998 tragen die Bonbons auch in Deutschland den englischen Namen „Werther’s Original“.
Die Stadt Werther und die Marke Werther’s Original haben heute nur noch wenige Berührungspunkte. Die Firma Storck zog zwischen 1945 und 1949 ins benachbarte Halle (Westf.) und betreibt heute keine Produktionsstätte mehr in Werther. Die Werbung für Werther’s Original spielt zwar traditionell mit kleinstädtischen Motiven, verwendet aber keine Aufnahmen aus dem namensgebenden Ort. In Werther selbst ist die Marke heute nicht gegenwärtiger als anderswo. Werther präsentiert sich in Erinnerung an den Maler Peter August Böckstiegel als „Böckstiegel-Stadt“ und verweist in keiner Weise auf die bekannten Bonbons.

## Jüngste Entwicklungen
Zusätzlich zu den herkömmlichen harten Bonbons vertreibt Storck inzwischen eine weiche Variante zum Kauen („Sahnetoffees“) sowie eine kleinere, zuckerfreie Variante („Minis zuckerfrei“). Im Jahre 2008 kam eine dritte Variante hinzu mit der Bezeichnung „Schmelz-Karamell“. Des Weiteren gibt es seit September 2008 eine weitere Bonbonvariante von Werther’s, welche unter dem Namen „Werther’s Original Eclair“ vertrieben wird. 2009 wurden weitere Produkte unter der Bezeichnung „Werther’s Original Schokoladen- und Karamell-Spezialitäten“ eingeführt.
Die Fernsehwerbespots werden von dem Lied Everything I Own des Sängers David Gates der Musikgruppe Bread untermalt.